# Aethaloptera dispar
Aethaloptera dispar is een schietmot uit de familie Hydropsychidae. De soort komt voor in het Afrotropisch gebied.